# Koji Gyotoku
Koji Gyotoku (行徳 浩二 Gyotoku Koji?, nacido el 28 de enero de 1965 en Shizuoka) es un exfutbolista japonés que se desempeñaba como defensa y entrenador. Actualmente dirige interinamente a la selección de Camboya.

## Trayectoria

### Como jugador
Gyotoku nació el 28 de enero de 1965 en la prefectura de Shizuoka, Japón. Luego de asistir a la Universidad de Tokai, comenzó su carrera futbolística con el Werder Bremen II, un equipo de Alemania Occidental. Más tarde, pasó a jugar para Toyota Motors. En total, jugó en 13 partidos para el equipo, apareciendo en 12 en 1990-91 y una vez en 1991-92, pero nunca marcó un gol para el equipo.

### Como entrenador
Gyotoku comenzó su carrera como técnico en 2003 al frente del Shimizu S-Pulse, después de que Takeshi Oki renunciara a su puesto como entrenador del equipo. Durante su estancia, elevó al equipo a las semifinales de la Copa J. League y la Copa del Emperador, ubicándose en el puesto 11 de la liga.
En 2008, se convirtió en entrenador de la selección de Bután.Luego de dos buenas actuaciones en la Copa Desafío de la AFC, el seleccionado asiático fue el único miembro de la FIFA que se retiró de las eliminatorias para la Copa Mundial de la FIFA 2010.
Después de un paso por el FC Gifu, fue anunciado como técnico del Angthong FC en diciembre de 2014 donde mantuvo al club en la Segunda División del fútbol tailandés.
A comienzos del 2016, asumió al frente de la selección de Nepal.Bajo su mandato, el seleccionado asiático tuvo un buen desempeño durante la clasificación para la Copa Asiática 2019, y logró dos empates respetables contra Filipinas y Yemen. Sin embargo, se descubrió que había ingresado a Nepal con una visa de turista y no tenía permisos de trabajo legales, por lo que fue despedido de su cargo en agosto de 2018.
En 2019, comenzó a trabajar para los distintos equipos juveniles de la selección de Camboya.En septiembre de 2024, fue designado como entrenador interino de la selección absoluta en reemplazo de Félix Dalmás.

## Clubes

### Como jugador
| Club                | País     | Año         |
| ------------------- | -------- | ----------- |
| SV Werder Bremen II | Alemania | 1988 - 1989 |
| Toyota Motors       | Japón    | 1989 - 1992 |

### Como entrenador
| Club                 | País      | Año           |
| -------------------- | --------- | ------------- |
| Shimizu S-Pulse      | Japón     | 2003          |
| Selección de Bután   | Bután     | 2008 - 2010   |
| FC Gifu              | Japón     | 2012 - 2013   |
| Angthong FC          | Tailandia | 2014-2015     |
| Selección de Nepal   | Nepal     | 2016-2018     |
| Selección de Camboya | Camboya   | 2024-presente |